# الاستعمار البديل
الاستعمار البديل هو مصطلح استخدمه عالم الأنثروبولوجيا سكوت أتران بشكل خاص في مقالته التي كانت بعنوان "الاستعمار البديل لفلسطين 1917-1939" لوصف نوع من مشاريع الاستعمار التي تشجع قوة أجنبية وتقدم الدعم لمشروع استيطاني لمجموعة غير أصلية على أرض يعيش فيها شعبها الأصلي.

## التعريف وأصل المصلطح
يرى أتران، أن المهمة الصهيونية الأشكنازية في فلسطين تمثل شكلاً من أشكال "الاستعمار بالوكالة" لأن هذا المشروع تشكل على أساس اتفاق استراتيجي مع الإمبراطورية البريطانية الحاكمة أنذاك. يشير أتران إلى أن الاستعمار البديل كان أحد العوامل الرئيسية التي ساهمت في وعد بلفور عام 1971، الذي شجع وشرّع الاستيطان الصهيوني في فلسطين خلال فترة الانتداب البريطاني.

## أمثلة على الاستعمار البديل
يرى عالم الاجتماع ران جرينشتاين أن الاستيطان الصهيوني في فلسطين والاستيطان الأبيض في جنوب أفريقيا، هما مثالان واضحان على الاستعمار البديل، حيث إن غالبية المستوطنين في كلا الحالتين لم يأتوا من صفوف القوة الاستعمارية الحاكمة نفسها، بل تم دعمهم من تلك الإمبراطوريات، وهم الإمبراطورية البريطانية في حالة فلسطين والإمبراطورية الهولندية، التي أصبحت فيما بعد الإمبراطورية البريطانية، في حالة جنوب أفريقيا.

## استخدامات وتوسعات مفاهيمية
في الأوساط الأكاديمية وغير الأكاديمية، تم استخدام مصطلح الاستعمار البديل بشكل أوسع و أكثر مرونة ليشمل أشكالاً مختلفة من الهيمنة غير المباشرة، وخاصة في سياق ما بعد الاستعمار. على سبيل المثال: يستخدم لوصف امتثال الحكام الأصليين لهيمنة القوى الأجنبية مثل الحروب الأفريقية التي خاضها بعض القادة الأفارقة ولكن بدأها أسياد الاستعمار السابقون. في تحليله للأنظمة العربية في الشرق الأوسط، يزعم الدكتور محمد منظور إلى أن بعض الحكام الذين يعلنون رفضهم للهيمنة الغربية في الواقع يمثلون صورة من صور الاستعمار "الداخلي" أو "التابع" لأنهم كانوا خاضعين ضمنياً للحكم الغربي. في سياقات أخرىن مثل العلاقة بين الصين وباكستان، يستخدم المصطلح لوصف باكستان كامتداد لألة الحرب الصينية ومستعمرة بديلة.

## العلاقة بالاستعمار الجديد
يستخدم مصطلح "الاستعمار البديل" أيضًا لوصف أشكال الاستعمار الجديد، حيث تقوم قوى دولية أو إقليمية بفرض نفوذها من خلال وكلاء أو حكومية تابعة في بلدان أخرى، دون السيطرة المباشرة.
1. ↑  Atran، Scott (نوفمبر 1989). "The Surrogate Colonization of Palestine 1917-1939" (PDF). American Ethnologist. ج. 16 ع. 4: 719–744. DOI:10.1525/ae.1989.16.4.02a00070. S2CID:130148053. مؤرشف من الأصل (PDF) في 2022-11-29.
2. ↑  Greenstein، Ran (1995). Genealogies of Conflict: Class, Identity and State in Israel/Palestine and in South Africa. Hanover, NH: University Press of New England.
3. ↑  Alam، Mohammad. "Whither the Arab Spring?". Institute of Objective Studies. مؤرشف من الأصل في 2016-03-05. اطلع عليه بتاريخ 2012-01-09.
4. ↑  Verma، Bharat. "If Pakistan Splinters". Indian Defence Review. مؤرشف من الأصل في 2012-01-21. اطلع عليه بتاريخ 2012-01-09.
5. ↑  Kiangi، Geoff؛ Adesida، Olugbenga؛ Oteh، Arunma، المحررون (2001). "Africa: Problems, Challenges, and the Basis for Hope". African Voices. The Nordic Africa Institute: 67–83.